# 楽園 (宮部みゆきの小説)
『楽園』（らくえん）は、宮部みゆきによる長編小説。2005年7月から2006年8月13日にかけて「産経新聞」に連載され、2007年8月に単行本が出版された。『模倣犯』の登場人物・前畑滋子を主人公とした作品。
2017年1月にWOWOW連続ドラマWでテレビドラマ化された。

## あらすじ
連続誘拐殺人事件（「模倣犯」事件）から9年。フリーライター・前畑滋子は、16年前の殺人事件を追う。

## 登場人物
前畑 滋子（まえはた しげこ）
フリーライター。
高橋 治美（たかはし はるみ）
弁護士。
萩谷 敏子（はぎたに としこ）
事件の依頼者。
萩谷 等（はぎたに ひとし）
敏子の息子。
土井崎 元 （どいざき げん）
父親。
土井崎 向子（どいざき こうこ）
母親。
土井崎 茜（どいざき あかね）
長女。
土井崎 誠子（どいざき せいこ）
次女。

## 書籍情報
- 単行本：文藝春秋
  - 楽園 上 - 発売日：2007年8月6日 ISBN 978-4-16-326240-6
  - 楽園 下 - 発売日：2007年8月6日 ISBN 978-4-16-326360-1
- 文庫本：文藝春秋 文春文庫
  - 楽園 上 - 発売日：2010年2月10日 ISBN 978-4-16-754907-7
  - 楽園 下 - 発売日：2010年2月10日 ISBN 978-4-16-754908-4

## テレビドラマ
2017年1月8日から2月12日に、WOWOW「連続ドラマW」枠（22:00 - 23:00）で放送された。全6回。

### あらすじ
連続誘拐殺人事件（「模倣犯」事件）から9年。フリーライター・前畑滋子は、16年前の殺人事件を追う。
同ドラマは宮部氏の代表作『模倣犯』の事件から9年後を描いたもので、『模倣犯』によってトラウマを抱えたライターの前畑滋子（仲間）が新たな難事件に挑む。当時15歳の娘を殺害し、遺体を自宅の床下に16年間隠していた土井崎夫妻の事件がニュースを騒がせていたある日、小さな編集プロダクションで働く滋子のもとに、主婦の萩谷敏子が訪ねてくる。敏子は、10歳の息子・等には“他人の記憶が見える”特殊能力があるかもしれないと前置きし、等が描いたという土井崎夫妻の事件を思わせる1枚の絵を差し出す。 
滋子は半信半疑で調査を引き受けるが、等は交通事故で亡くなってしまう。一方、土井崎夫妻の次女・誠子（夏帆）は、父の代理という弁護士・高橋治美（黒木）から、両親が誠子と縁を切ろうとしていると聞かされ戸惑う。そのころ、ある街では女子高校生が監禁され、バラバラに思えた事件が1つの真相へと向かっていく――。苦悩と葛藤のなかで楽園を求めて生きる家族の姿が描かれる。 

### キャスト
前畑滋子（まえはた しげこ）
演  - 仲間由紀恵：主演
フリーライター。
高橋治美（たかはし はるみ）
演 - 黒木瞳
弁護士。
土井崎元（どいざき げん）
演  - 小林薫
父親。
土井崎向子（どいざき こうこ）
演 - 松田美由紀
母親。
土井崎茜（どいざき あかね）
演 - 伊藤沙莉
長女。
井上誠子（いのうえ せいこ）
演 - 夏帆
次女。旧姓：土井崎。
三和明夫（みわ あきお）
演 - 金子ノブアキ
三和尚子（みわ なおこ）
演 - 冨樫真
網川 浩一（あみかわ こういち）
演 - 忍成修吾
死刑囚。
前畑昭二（まえはた しょうじ）
演 - 甲本雅裕
滋子の夫。
萩谷等
演 - 黒澤宏貴
敏子の息子。
萩谷敏子
演 - 西田尚美
事件の依頼者。
- -  中村映里子
- -  中島愛里

野崎栄治
演 - 利重剛
秋津信吾
演 - 池田成志
井上達矢
演 - 細田善彦
金川一男
演 - 石坂浩二（特別出演）

### スタッフ
- 原作 - 宮部みゆき『楽園』（文春文庫刊）
- 監督 - 権野元
- プロデューサー - 青木泰憲、伊藤仁吾
- 脚本 - 篠崎絵里子
- 音楽 - 羽岡佳

### エピソード
両親が姉を殺害したことを知り、当たり前だった日常が壊れていくなかで自分を保とうともがく女性を演じた夏帆は「私の経験したことのない場面の連続で、彼女の気持ちを追いかけていくのがとても大変でした。でも、疑問に思ったことや誠子の気持ちを監督に相談すると、すぐに明確な答えを返してくださったので、混乱することなく撮影に挑むことができました」と手応え。台本を読み、「私自身、一気に引き込まれてしまって。話が進むにつれ事件が明らかになっていく面白さがある作品なので、ぜひご覧ください」と呼びかけている。

### DVD
- 発売日：2017年5月19日
- 品番：TCED-3465

## 関連作品
- 『模倣犯』 - 前畑滋子が登場した作品。